# John Harding
Allan Francis John Harding, 1st Baron Harding of Petherton, född 10 februari 1896, död 20 januari 1989, var en brittisk fältmarskalk, brittisk guvernör på Cypern 1955 - 1957. Han deltog i första världskriget och var stationerad i Mellanöstern. Han deltog även i andra världskriget vid striderna i Nordafrika och i Italien. 1946 blev han befälhavare för de brittiska styrkorna i Medelhavet, då han efterträdde Harold Alexander, 1948 blev han överbefälhavare i Fjärran Östern och 1951 blev han befälhavare för brittiska Rhenarmén. 1952-1955 var han chef för det brittiska imperiets generalstab (CIGS).
Som guvernör på Cypern, blev hans viktigaste uppdrag att besegra EOKA och lösa den cypriotiska krisen. Han vidtog många olika åtgärder bl.a. så infördes dödsstraff för civila att bära vapen eller något material som kunde användas till en bomb. Ett antal sådana avrättningar ägde rum.
Harding försökte även att förhandla med EOKA för att få slut på krisen, men när detta misslyckades så skickade Harding ärkebiskopen Makarios III i exil.
Harding undkom ett attentat som var riktat mot honom den 21 mars 1956 av EOKA eftersom bomben som var placerad under hans säng aldrig exploderade.
Den 22 oktober 1957 avgick Harding som guvernör och ersattes av Sir Hugh Foot.